# Carlos P. García
Pour les articles homonymes, voir Carlos García et García.
Carlos P. García (né le 4 novembre 1896 à Talibon aux Philippines et mort le 14 juin 1971 à Tagbilaran), est un homme d'État. Il a été le 8e président des Philippines de 1957 à 1961.